# Xanthorhoe zenasaria
Xanthorhoe zenasaria är en fjärilsart som beskrevs av William Schaus 1912. Xanthorhoe zenasaria ingår i släktet Xanthorhoe och familjen mätare. Inga underarter finns listade i Catalogue of Life.